# Elijah Johnson
Elijah Kwame Tajhee Johnson (Gary, 11 luglio 1990) è un ex cestista statunitense, professionista in Europa.